# Rob Hartoch
Robert Gijsbertus (Rob) Hartoch (Amsterdam, 24 maart 1947 – aldaar, 28 mei 2009) was een Nederlandse schaker. Hij was een internationaal meester (IM). 
In 1964 won hij, gedeeld met Jørn Sloth, in Groningen het Europees schaakkampioenschap voor junioren. In 1965 werd hij tweede op het jeugdkampioenschap te Barcelona.
Hartoch heeft altijd kunnen leven van het schaken: hij was arbiter, docent, trainer, speler en journalist. Hij verloor niet veel partijen; zijn bijnaam was "De Remisekoning". In de jaren 80 verzorgde hij op zaterdag de wekelijkse schaakrubriek in dagblad Het Parool.

## Fotogalerij

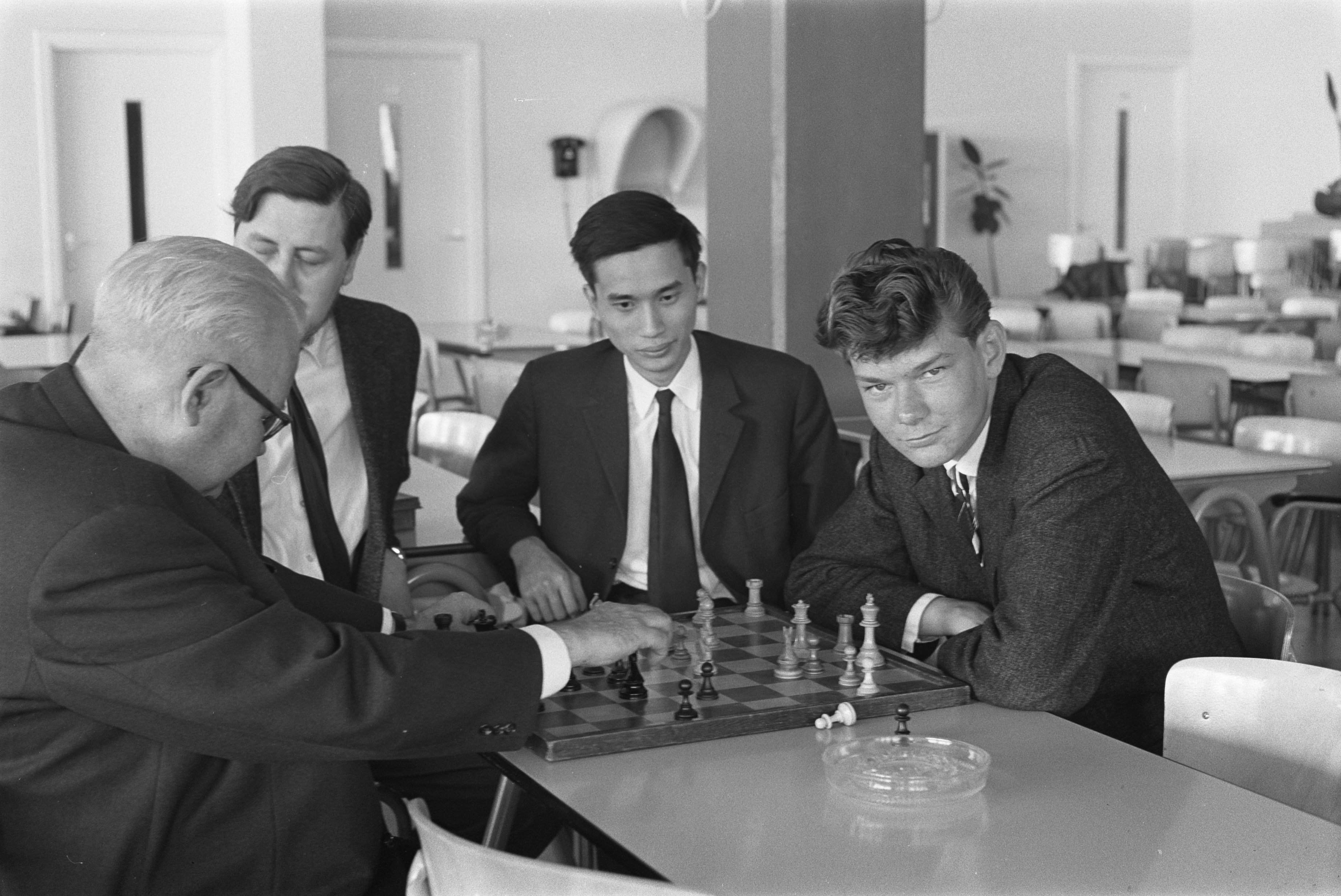
Ludwig Rellstab, J.H. Donner, Tan Hoan Liong en Robbie Hartoch (1962)
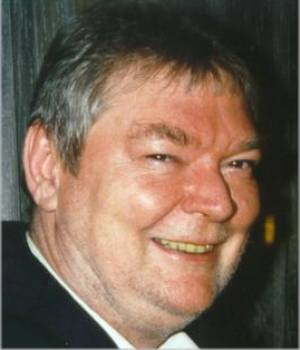
Hartoch (2004)

## Externe koppelingen
- (en)   Informatie over schaakpartijen van Rob Hartoch op ChessGames.com
- (en)   Informatie over schaakpartijen van Rob Hartoch op 365chess.com